# Too Old, Too Cold
Too Old, Too Cold er den anden ep fra det norske black metal-band Darkthrone. Det er bandets første ep til at blive udgivet internationalt, da den første – Under Beskyttelse av Morke – kun blev udgivet i Japan.

## Spor
1. "Too Old, Too Cold" – 03:03
2. "High On Cold War" – 03:28
3. "Love In A Void (Siouxsie & the Banshees cover)" – 02:35
4. "Graveyard Slut" – 3:58